# Sam Querrey
Sam Querrey (San Francisco, 7 de Outubro de 1987) é um tenista dos Estados Unidos. Profissional desde 2006, ele já conquistou dez títulos de simples e cinco de duplas na ATP. Sua melhor posição no Ranking Mundial da ATP foi o 17º lugar, em 2011.
Em Grand Slams, suas melhores campanhas foram as quartas-de-final no US Open em 2017 e a semifinal em Wimbledon em 2017.
Possui o recorde de maior sequência de aces numa partida: 10, contra James Blake, em Indianapolis 2007.

## Finais significantes

### Grand Slam finais

#### Duplas mistas: 1 (1 vice)
| Resultado | Ano  | Torneio | Superfície | Parceira              | Oponentes                   | Placar           |
| --------- | ---- | ------- | ---------- | --------------------- | --------------------------- | ---------------- |
| Vice      | 2015 | US Open | Dura       | Bethanie Mattek-Sands | Martina Hingis Leander Paes | 4–6, 6–3, [7–10] |

### Masters 1000 finais

#### Duplas: 3 (1–2)
| Posição | Ano  | Campeonato   | Piso   | Parceiro   | Oponentes                    | Placar        |
| ------- | ---- | ------------ | ------ | ---------- | ---------------------------- | ------------- |
| Vice    | 2010 | Roma         | Saibro | John Isner | Bob Bryan Mike Bryan         | 6–3, 6–2      |
| Campeão | 2011 | Roma         | Saibro | John Isner | Mardy Fish Andy Roddick      | w/o           |
| Vice    | 2012 | Indian Wells | Duro   | John Isner | Marc López Marcel Granollers | 2–6, 6–7(3–7) |

## ATP finais

### Simples: 15 (8 títulos, 7 vices)
| Legenda                     |
| --------------------------- |
| Grand Slam (0–0)            |
| ATP World Tour Finals (0–0) |
| ATP Masters 1000 (0–0)      |
| ATP 500 (1–0)               |
| ATP 250 (7–7)               |

| Títulos por Piso |
| ---------------- |
| Duro (6–3)       |
| Saibro (1–2)     |
| Grama (1–2)      |
| Carpete (0–0)    |

| Títulos por Local |
| ----------------- |
| Outdoors (7–7)    |
| Indoors (1–0)     |

| Posição | N. | Data               | Campeonato                                                 | Piso     | Oponente              | Placar                  |
| ------- | -- | ------------------ | ---------------------------------------------------------- | -------- | --------------------- | ----------------------- |
| Campeão | 1. | Março 9, 2008      | Tennis Channel Open, Las Vegas, EUA                        | Duro     | Kevin Anderson        | 4–6, 6–3, 6–4           |
| Vice    | 1. | Janeiro 17, 2009   | Heineken Open, Auckland, Nova Zelândia                     | Duro     | Juan Martín del Potro | 4–6, 4–6                |
| Vice    | 2. | Julho 12, 2009     | Campbell's Hall of Fame Tennis Championships, Newport, EUA | Grama    | Rajeev Ram            | 7–6(7–3), 5–7, 3–6      |
| Vice    | 3. | Julho 26, 2009     | Indianapolis Tennis Championships, Indianapolis, EUA       | Duro     | Robby Ginepri         | 2–6, 4–6                |
| Campeão | 2. | Agosto 2, 2009     | LA Tennis Open, Los Angeles, EUA (1)                       | Duro     | Carsten Ball          | 6–4, 3–6, 6–1           |
| Vice    | 4. | Agosto 29, 2009    | Pilot Pen Tennis, New Haven, EUA                           | Duro     | Fernando Verdasco     | 4–6, 6–7(6–8)           |
| Campeão | 3. | Fevereiro 21, 2010 | U.S. National Indoor Tennis Championships, Memphis, EUA    | Duro (i) | John Isner            | 6–7(3–7), 7–6(7–5), 6–3 |
| Vice    | 5. | Abril 11, 2010     | U.S. Men's Clay Court Championships, Houston, EUA          | Saibro   | Juan Ignacio Chela    | 7–5, 4–6, 3–6           |
| Campeão | 4. | Maio 9, 2010       | Serbia Open, Belgrado, Servia                              | Saibro   | John Isner            | 3–6, 7–6(7–4), 6–4      |
| Campeão | 5. | Junho 13, 2010     | Aegon Championships, Londres, Inglaterra                   | Grama    | Mardy Fish            | 7–6(7–3), 7–5           |
| Campeão | 6. | Agosto 1, 2010     | Farmers Classic, Los Angeles, EUA (2)                      | Duro     | Andy Murray           | 5–7, 7–6(7–2), 6–3      |
| Campeão | 7. | Julho 29, 2012     | Farmers Classic, Los Angeles, EUA (3)                      | Duro     | Ričardas Berankis     | 6–0, 6–2                |
| Vice    | 6. | Abril 12, 2015     | U.S. Men's Clay Court Championships, Houston, EUA (2)      | Saibro   | Jack Sock             | 6–7(9–11), 6–7(2–7)     |
| Vice    | 7. | Junho 27, 2015     | Nottingham Open, Nottingham, Reino Unido                   | Grama    | Denis Istomin         | 6–7(1-7), 6–7(6-8)      |
| Campeão | 8. | Fevereiro 21, 2016 | Delray Beach Open, Delray Beach, Estados Unidos            | Dura     | Rajeev Ram            | 6–4, 7–6(8–6)           |

### Duplas: 11 (5 títulos, 6 vices)
| Legenda                     |
| --------------------------- |
| Grand Slam (0–0)            |
| ATP World Tour Finals (0–0) |
| ATP Masters 1000 (1–2)      |
| ATP 500 (1–1)               |
| ATP 250 (3–3)               |

| Títulos por Piso |
| ---------------- |
| Duro (4–2)       |
| Saibro (3–2)     |
| Grama (0–0)      |
| Carpete (0–0)    |

| Títulos por Local |
| ----------------- |
| Outdoors (3–5)    |
| Indoors (2–1)     |

| Posição | N. | Data               | Campeonato                                              | Piso     | Parceiro       | Oponente                              | Placar                     |
| ------- | -- | ------------------ | ------------------------------------------------------- | -------- | -------------- | ------------------------------------- | -------------------------- |
| Campeão | 1. | Fevereiro 14, 2010 | SAP Open, San José, EUA                                 | Duro (i) | Mardy Fish     | Benjamin Becker Leonardo Mayer        | 7–6(7–3), 7–5              |
| Campeão | 2. | Fevereiro 21, 2010 | U.S. National Indoor Tennis Championships, Memphis, EUA | Duro (i) | John Isner     | Ross Hutchins Jordan Kerr             | 6–4, 6–4                   |
| Vice    | 1. | Maio 2, 2010       | Internazionali BNL d'Italia, Roma, Itália               | Saibro   | John Isner     | Bob Bryan Mike Bryan                  | 2–6, 3–6                   |
| Vice    | 2. | Anril 9, 2011      | U.S. Men's Clay Court Championships, Houston, EUA       | Saibro   | John Isner     | Bob Bryan Mike Bryan                  | 7–6(7–4), 2–6, [5–10]      |
| Campeão | 3. | Maio 15, 2011      | Internazionali BNL d'Italia, Roma, Itália               | Saibro   | John Isner     | Mardy Fish Andy Roddick               | w/o                        |
| Vice    | 3. | Março 18, 2012     | BNP Paribas Open, Indian Wells, EUA                     | Duro     | John Isner     | Marc López Rafael Nadal               | 2–6, 6–7(3–7)              |
| Campeão | 4. | Abril 15, 2012     | U.S. Men's Clay Court Championships, Houston, EUA       | Saibro   | James Blake    | Treat Conrad Huey Dominic Inglot      | 7–6(16–14), 6–4            |
| Vice    | 4. | Agosto 5, 2012     | Citi Open, Washington, D.C., EUA                        | Duro     | Kevin Anderson | Treat Conrad Huey Dominic Inglot      | 6–7(5–7), 7–6(9–7), [5–10] |
| Vice    | 5. | Julho 27, 2014     | BB&T Atlanta Open, Atlanta, EUA                         | Duro     | Steve Johnson  | Vasek Pospisil Jack Sock              | 3-6, 7-5, [5-10]           |
| Vice    | 6. | 14 Fevereiro 2016  | Memphis Open, Memphis, United States                    | Dura (i) | Steve Johnson  | Mariusz Fyrstenberg Santiago González | 4–6, 4–6                   |
| Campeão | 5. | Maio 21, 2016      | Geneva Open, Geneva, Switzerland                        | Saibro   | Steve Johnson  | Raven Klaasen Rajeev Ram              | 6–4, 6–1                   |

## Linha do tempo emGrand Slams

### Simples
| Torneio           | 2005 | 2006 | 2007 | 2008 | 2009 | 2010 | 2011 | 2012 | 2013 | 2014 | 2015 | 2016 | V–D   | Vitórias % |
| ----------------- | ---- | ---- | ---- | ---- | ---- | ---- | ---- | ---- | ---- | ---- | ---- | ---- | ----- | ---------- |
| Australian Open   | A    | A    | 3R   | 3R   | 1R   | 1R   | 1R   | 2R   | 3R   | 3R   | 1R   | 1R   | 9–10  | 47%        |
| Roland-Garros     | A    | A    | 1R   | 1R   | 1R   | 1R   | 2R   | 1R   | 3R   | 2R   | 1R   | 1R   | 4–10  | 29%        |
| Wimbledon         | A    | A    | 1R   | 1R   | 2R   | 4R   | A    | 3R   | 1R   | 2R   | 2R   | QF   | 12–9  | 57%        |
| US Open           | Q1   | 2R   | 1R   | 4R   | 3R   | 4R   | A    | 3R   | 2R   | 3R   | 1R   |      | 14–9  | 61%        |
| Vitórias–Derrotas | 0–0  | 1–1  | 2–4  | 5–4  | 3–4  | 6–4  | 1–2  | 5–4  | 5–4  | 6–4  | 1-4  | 4-3  | 39–38 | 51%        |

### Duplas
| Torneio           | 2005 | 2006 | 2007 | 2008 | 2009 | 2010 | 2011 | 2012 | 2013 | 2014 | 2015 | 2016 | V–D   | Vitórias % |
| ----------------- | ---- | ---- | ---- | ---- | ---- | ---- | ---- | ---- | ---- | ---- | ---- | ---- | ----- | ---------- |
| Australian Open   | A    | A    | A    | 1R   | 1R   | 3R   | A    | A    | A    | 1R   | 1R   | 2R   | 3–6   | 33%        |
| Roland-Garros     | A    | A    | 1R   | 3R   | 1R   | A    | 1R   | A    | A    | 1R   | 2R   | A    | 3–6   | 33%        |
| Wimbledon         | A    | A    | A    | 1R   | 2R   | A    | A    | 1R   | A    | A    | 2R   | 1R   | 2–5   | 29%        |
| US Open           | 1R   | 1R   | QF   | 1R   | 2R   | A    | A    | 1R   | 1R   | 1R   | SF   |      | 8–9   | 47%        |
| Vitórias–Derrotas | 0–1  | 0–1  | 3–2  | 2–4  | 2–4  | 2–1  | 0–1  | 0–2  | 0–1  | 0–3  | 6–4  | 1–2  | 16–26 | 38%        |

## Vitórias sobre tenistas top 10
| Temporada | 2005 | 2006 | 2007 | 2008 | 2009 | 2010 | 2011 | 2012 | 2013 | 2014 | 2015 | 2016 | Total |
| Vitórias  | 0    | 0    | 2    | 1    | 3    | 2    | 2    | 1    | 1    | 0    | 0    | 2    | 14    |

| #    | Adversário         | Rank | Evento                               | Superfície | Rd | Placar                       | Querrey Rank |
| ---- | ------------------ | ---- | ------------------------------------ | ---------- | -- | ---------------------------- | ------------ |
| 2007 |                    |      |                                      |            |    |                              |              |
| 1.   | James Blake        | 10   | Indianapolis, Estados Unidos         | Dura       | QF | 7–6(8–6), 6–7(4–7), 7–6(7–4) | 90           |
| 2.   | Mikhail Youzhny    | 10   | Cincinnati, Estados Unidos           | Dura       | 2R | 5–7, 6–3, 6–4                | 65           |
| 2008 |                    |      |                                      |            |    |                              |              |
| 3.   | Richard Gasquet    | 9    | Monte Carlo, Mónaco                  | Saibro     | 3R | 2–6, 6–4, 6–3                | 50           |
| 2009 |                    |      |                                      |            |    |                              |              |
| 4.   | Gilles Simon       | 7    | World Team Cup, Düsseldorf, Alemanha | Saibro     | RR | 7–5, 6–3                     | 56           |
| 5.   | Andy Roddick       | 5    | Cincinnati, Estados Unidos           | Dura       | 2R | 7–6(13–11), 7–6(7–3)         | 26           |
| 6.   | Nikolay Davydenko  | 8    | New Haven, Estados Unidos            | Dura       | QF | 6–3, 3–6, 6–4                | 23           |
| 2010 |                    |      |                                      |            |    |                              |              |
| 7.   | Andy Roddick       | 7    | Memphis, Estados Unidos              | Dura (i)   | QF | 7–5, 3–6, 6–1                | 31           |
| 8.   | Andy Murray        | 4    | Los Angeles, Estados Unidos          | Dura       | F  | 5–7, 7–6(7–2), 6–3           | 20           |
| 2011 |                    |      |                                      |            |    |                              |              |
| 9.   | Fernando Verdasco  | 9    | Indian Wells, Estados Unidos         | Dura       | 3R | 7–5, 6–4                     | 24           |
| 10.  | Jo-Wilfried Tsonga | 8    | Valência, Espanha                    | Dura (i)   | 2R | 7–6(7–5), 6–2                | 116          |
| 2012 |                    |      |                                      |            |    |                              |              |
| 11.  | Novak Djokovic     | 2    | Paris, França                        | Dura (i)   | 2R | 0–6, 7–6(7–5), 6–4           | 23           |
| 2013 |                    |      |                                      |            |    |                              |              |
| 12.  | Stan Wawrinka      | 9    | Pequim, China                        | Dura       | 2R | 6–3, 7–6(7–2)                | 30           |
| 2016 |                    |      |                                      |            |    |                              |              |
| 13.  | Kei Nishikori      | 6    | Acapulco, México                     | Dura       | 2R | 6–4, 6–3                     | 43           |
| 14.  | Novak Djokovic     | 1    | Wimbledon, Londres, Inglaterra       | Grama      | 3R | 7–6(8–6), 6–1, 3–6, 7–6(7–5) | 41           |